# Konqueror
Konqueror （コンカラー、コンケラー、コンキュラー）は、KDEデスクトップ環境の中核として設計されたファイルビューアとしての機能を提供するウェブブラウザおよびファイルマネージャである。元々ボランティアによって開発され、Linux、FreeBSDなどの Unix系オペレーティングシステムのほか、WindowsやmacOS上でも動作する。KonquerorはKDEBaseパッケージ内の他のコンポーネントと同様にGNU General Public Licenseの下で配布されている。

## ユーザインタフェース
Konquerorは「ナビゲーションパネル」とともに縦横に動作し、表示するパネルは再配置したり追加したりできる。例えば、ユーザはブラウザウィンドウの左側にブックマークパネルを配置し、ブックマークをクリックすることで、それぞれのウェブページを右のより大きなパネル内に表示させることができる。また、ユーザはひとつのパネル内にフォルダの階層リストを表示させ、選択されたフォルダの中身をもう一つのパネル内に表示させることもできる。パネルはかなり柔軟性がありコンソールウィンドウを含めることさえできる。パネルの設定は保存でき、いくつかの標準設定がある（例えば、"Midnight Commander" は二つのパネルに分割されたスクリーンを表示し、それぞれがフォルダ、ウェブサイトまたはファイルビューを含む）。
ナビゲーション機能（戻る、進む、履歴など）はすべての操作中で利用できる。ほとんどのキーボードショートカットはグラフィカルな設定を使って再配置でき、ナビゲーションはコントロールキーを押すことでアクティブなファイル上のノードに文字を割り当てることを通して行なうことができる。アドレスバーはローカルディレクトリ、過去のURLや過去の検索項目に対する豊富な自動補完をサポートしている。
このアプリケーションはTabbed Document Interfaceを使っており、ウィンドウはタブで複数のドキュメントを含めることができる。Multiple Document Interfaceはサポートされていないが、同時に複数のドキュメントを見るのにウィンドウを再帰的に分割したり、単にもう一つのウィンドウを開いたりできる。

## ウェブブラウザ

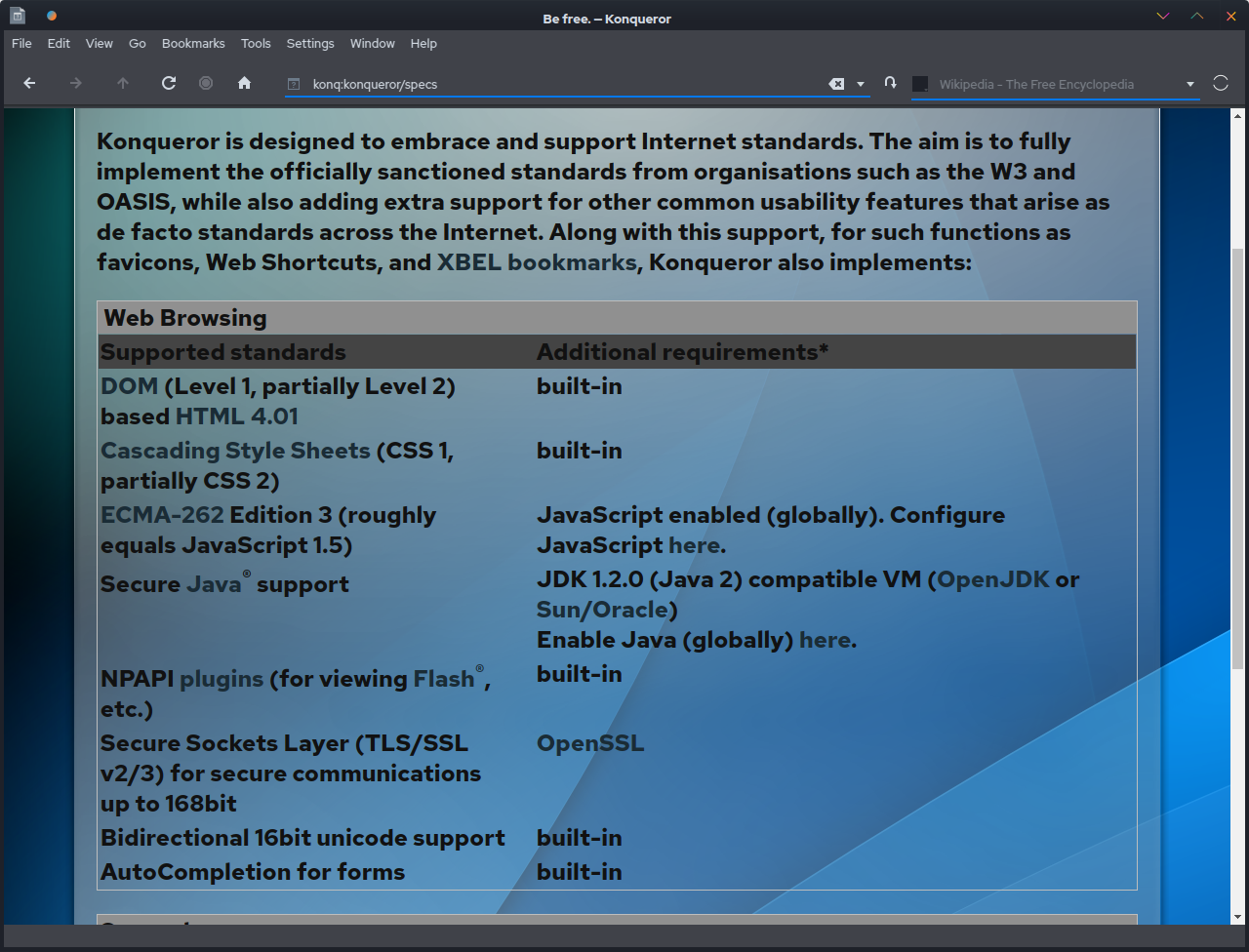
Konquerorの機能詳細

Konquerorは独立したウェブブラウザプロジェクトとして開発されてきた。レンダリングエンジンとして元々はHTMLに準拠したKHTMLを利用し、JavaScript、Javaアプレット、Cascading Style Sheets、SSLや他の関連するオープン標準をサポートしていた。徐々に、Appleが中心となってオープンソースで開発されているWebKitへの移行が進められ、KHTMLは2023年に破棄された。
Konquerorはいくつかのカスタマイズ可能な検索サービスを統合しており、サービスの略号（例えば、Googleについてはgg:）に続けて検索語を入力することでサービスにアクセスできる。ユーザは独自の検索サービスを追加することもできる。例えば、ウィキペディア日本語版の記事を取得するには、http://ja.wikipedia.org/wiki/Special:Search?search=\{@}&go=Go という URL を使い、文字コードセットをutf-8にしてwp:というウェブショートカットを追加する。
Konquerorのレンダリングスピードは競合ブラウザと同程度であるが、他のブラウザに比べて不正な形式のHTMLで書かれたサイトをあまり寛大にレンダリングしない。Konquerorの動作するオペレーティングシステムの下で動作しないウェブサイト上のプラグインの使用も問題の原因になりうる。かつてのQuickTime動画やShockwaveアニメーションはそのような問題をもたらしていた。しかし、SWF (Flash)、PDF、Javaアプレットやその他プラグインは、それぞれのソフトウェアがインストールされていれば、サポートされる。

## ファイルマネージャ

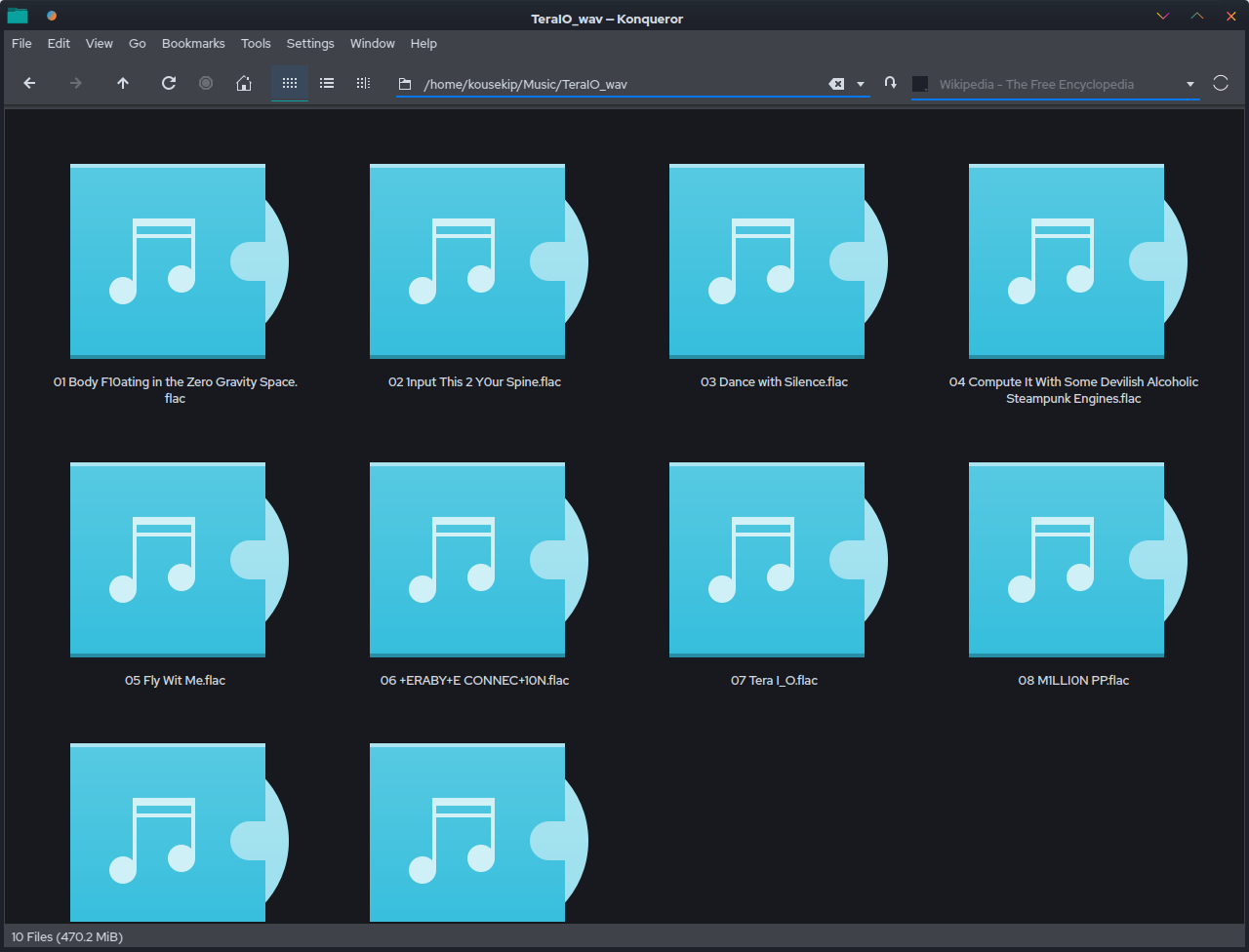
Konquerorのファイルマネージャの外形

アドレスバー内に場所を入れるか、ファイルブラウザウィンドウ内の項目を選択することにより、Konquerorでローカルやリモート（SambaやFTPなど）のディレクトリ階層をブラウズすることができる。異なるビューでブラウズすることができ、ビュー間ではアイコンやレイアウトの使用法が異なる。ファイルを実行したり、表示したり、コピーしたり、移動したり、リンクしたり、削除することもできる。
ユーザは組み込まれたKonsoleを開くこともでき、その中でシェルコマンドを直接実行できる。
この機能はKonquerorから削除されていないが、KDE 4のKonquerorは標準のファイルマネージャとしてのDolphinによって置き換えられた。

## ファイルビュアー
KPartsオブジェクトモデルを使って、Konquerorは特定のファイルフォーマットを表示（し、場合によっては編集）できるコンポーネントを実行し、それぞれのファイルが開かれているKonquerorのパネルに直接クライアント領域を組み込む。これにより、例えば、PDFドキュメントや（KOfficeを通して）OpenDocumentをKonqueror内で直接見ることができるようになる。KPartsモデルを正しく実装している、どのアプリケーションもこのような方法で組み込むことができる。
KPartsはHTMLページにある種のマルチメディアコンテンツを組み込むのにも使われる。例えばKMPlayerのKPartによって、ウェブページ上に組み込まれたビデオをKonquerorが表示できるようになる。

## KIO

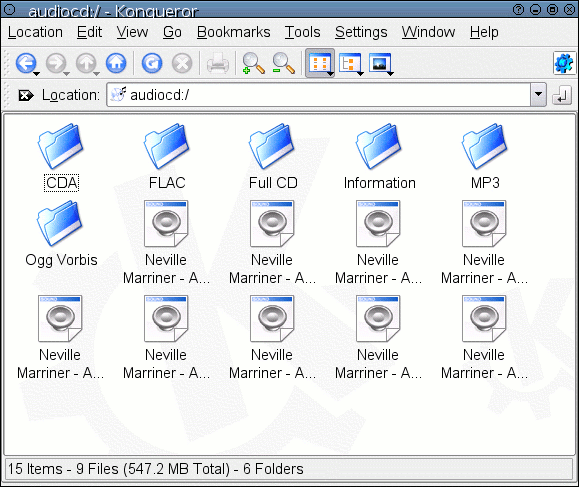
オーディオCDの内容を表示しているKonqueror

ファイルやウェブサイトをブラウズするのに加え、Konquerorは機能を拡張するのに他のブラウザやファイルマネージャよりはるかに優れたKIOプラグインを利用している。HTTPやFTP（これらに対するサポートは組込みである）のような異なるプロトコルにアクセスするのに、KIOというKonqueror I/O プラグインシステムのコンポーネントを使っている。
同様に、ZIPファイル などのアーカイブファイル、smb (Windows) 共有にアクセスしたり、ed2kリンク (edonkey/emule) を処理したり、オーディオCD をブラウズしたり ("audiocd:/")、ドラッグ・アンド・ドロップを通してリッピングしたりするのに、KonquerorはIOslavesと呼ばれるKIOプラグインを使うことができる。FISH ("fish://user@host") IOslaveによってKonquerorでリモートのSecure Shellサービス上のファイルを管理することができるようになり、"man:" と "info:" IOslaves はフォーマット通りのドキュメントを取得するのに役立つ。
完全なリストはKDE 情報センターのプロトコルセクション内で得られる。